# O viață minunată pe punte
O viața minunată pe punte (engleză The Suite Life on Deck) este un serial difuzat pe Disney Channel. Serialul a avut premiera pe 26 septembrie 2008, iar în România pe data de 4 octombrie 2010. Serialul a fost creat de Danny Kallis și Jim Geoghan, iar personajele sunt Zack Martin (Dylan Sprouse), Cody Martin (Cole Sprouse), London Tipton (Brenda Song), Bailey Picket (Debby Ryan), Marcus Little (Doc Shaw) și Marion Moseby (Phil Lewis). Serialul este, împreună cu Zack și Cody, ce viață minunată, cea mai lungă producție din istoria Disney, ce cuprinde aceleași personaje principale. De asemenea, a fost desemnat cel mai bun serial pentru copii/adolescenți în 2008 și 2009, făcându-i pe gemenii Sprouse cei mai bine plătiți actori Disney în 2011.
Primul episod a fost difuzat în Marea Britanie pe 19 septembrie 2008, și în piețele SUA pe 26 septembrie 2008.

## Personaje
- Zack Martin (Dylan Sprouse) este geamănul leneș,arogant,imatur,egoist și manipulator. Zack nu are rezultate bune la învățătură, însă a demonstrat abilități sportive înalte în basket și fotbal.
- Cody Martin (Cole Sprouse) este geamănul matur, sensibil, inteligent și îngrijit. Cody este un student de nota 10, deși nu reușește să fie un sportiv bun.
- London Tipton (Brenda Song) este moștenitoarea răsfățată,materialistă,narcisistă și naivă a hotelelor Tipton. Este fiica omului de afaceri și a multi-miliardarului Wilfred Tipton.
- Woody Fink (Matthew Timmons) este colegul de cameră a lui Cody.
- Bailey Picket (Debby Ryan) este o adolescentă simplă, modestă și inteligentă, din orașul fictiv Kettlecorn, Kansas.
- Marcus Little (Doc Shaw) este un cântăreț faimos, care călătorește pe nava S.S Tipton. După ce își pierde faima și cariera, devine colegul de cameră al lui Zack și student la Liceul 7 Mări.
- Marion Moseby (Phil Lewis) este manager-ul dur și sever al navei, precum și managerul hotelului Tipton în „Zack si Cody,ce viață minunată!”.De curând el a apărut în serialul Jessie.

## Episoade
| România | România | România  | România           | România           |
| Sezon   | Sezon   | Episoade | Primul episod     | Ultimul episod    |
| ------- | ------- | -------- | ----------------- | ----------------- |
|         | 1       | 21 / 21  | 4 octombrie 2010  | 25 iunie 2011     |
|         | 2       | 28 / 28  | 19 noiembrie 2011 | 15 decembrie 2012 |
|         | 3       | 21 / 22  | 29 decembrie 2012 | VFA               |

| Statele Unite | Statele Unite | Statele Unite | Statele Unite      | Statele Unite  |
| Sezon         | Sezon         | Episoade      | Primul episod      | Ultimul episod |
| ------------- | ------------- | ------------- | ------------------ | -------------- |
|               | 1             | 21            | 26 septembrie 2008 | 17 iulie 2009  |
|               | 2             | 28            | 7 august 2009      | 18 iunie 2010  |
|               | 3             | 22            | 2 iulie 2010       | 6 mai 2011     |

## Lansări internaționale
| Țară / Regiune                                 | Canal                                      | Premiera           | Titlu |
| ---------------------------------------------- | ------------------------------------------ | ------------------ | --- |
| Statele Unite ale Americii                     | Disney Channel                             | 26 septembrie 2008 | The Suite Life on Deck |
| Marea Britanie                                 | Disney Channel (Marea Britanie și Irlanda) | 19 septembrie 2008 | The Suite Life on Deck |
| Irlanda                                        | Disney Channel (Marea Britanie și Irlanda) | 19 septembrie 2008 | The Suite Life on Deck |
| Australia                                      | Disney Channel Australia                   | 3 octombrie 2008   | The Suite Life on Deck |
| Noua Zeelandă                                  | Disney Channel Australia                   | 3 octombrie 2008   | The Suite Life on Deck |
| South Africa                                   | Disney Channel Africa de Sud               | 16 ianuarie 2009   | The Suite Life on Deck |
| India                                          | Disney Channel India                       | 30 ianuarie 2009   | The Suite Life on Deck |
| Singapore                                      | Disney Channel Asia                        | 17 octombrie 2009  | The Suite Life on Deck |
| Indonezia                                      | Disney Channel Asia                        | 17 octombrie 2009  | The Suite Life on Deck |
| Grecia                                         | Disney Channel Grecia                      | 7 noiembrie 2009   | Ζακ Και Κόντυ, Σκανδαλιές Στο Καράβι                                                                                               |
| Germania                                       | Disney Channel Germania                    | 30 ianuarie 2009   | Zack & Cody an Bord |
| Germania                                       | Super RTL                                  | 8 februarie 2009   | Zack & Cody an Bord |
| Portugalia                                     | Disney Channel Portugalia                  | 27 iunie 2009      | Zack e Cody: Todos a Bordo |
| Brazilia                                       | Disney Channel Latin America               | 14 decembrie 2008  | Zack e Cody: Gêmeos a Bordo |
| Argentina Mexic                                | Disney Channel Latin America               | 14 decembrie 2008  | Zack y Cody: Gemelos a Bordo |
| Spania                                         | Disney Channel Spania                      | 16 ianuarie 2009   | Zack y Cody: Todos a Bordo |
| Danemarca Suedia Norvegia Finlanda Scandinavia | Disney Channel Scandinavia                 | 2009               | Det Søde Liv til Søs (Danemarca) Det ljuva havslivet (Suedia) Det søte liv til sjøs (Norvegia) Viiden tähden merielämää (Finlanda) |
| Franța                                         | Disney Channel Franța                      | 10 decembrie 2008  | La vie de croisière de Zack et Cody                                                                                                |
| Italia                                         | Disney Channel Italia                      | 11 ianuarie 2009   | Zack e Cody sul Ponte di Comando                                                                                                   |
| Japonia                                        | Disney Channel Japonia                     | 24 ianuarie 2009   | スイート・ライフ オン・クルーズ |
| Olanda Belgia                                  | Disney Channel Olanda                      | Decembrie 2010     | The Suite Life on Deck |
| Polonia                                        | Disney Channel Polonia                     | 16 ianuarie 2009   | Suite Life: Nie ma to jak statek                                                                                                   |
| Romania                                        | Disney Channel România                     | 4 octombrie 2010   | Viața minunată pe punte |
| Turcia                                         | Disney Channel Turcia                      | 16 ianuarie 2009   | Zack ve Cody Güvertede |
| Taiwan                                         | Disney Channel Taiwan                      | 24 ianuarie 2009   | 小查與寇弟的頂級郵輪生活 |